# オリエンタル写真工業
オリエンタル写真工業株式会社（オリエンタルしゃしんこうぎょう）は、写真フィルム・印画紙等の感光材料の製造および輸入販売を行なう日本の企業である。
1919年（大正8年）、オリエンタル写真工業株式会社として創立。2000年（平成12年）から2023年（令和5年）まではサイバーグラフィックス株式会社と称した。1997年（平成9年） - 2003年（平成15年）の間、プラザクリエイトの子会社であった。
2003年（平成15年）にMBOにより再独立、「オリエンタル」は現在も同社のブランド名であり登録商標である。2008年（平成20年） - 2023年（令和5年）の間、イルフォード・フォト製品、ケントメア・フォトグラフィック製品等の日本での総代理店であった。

## 沿革
日本での写真の歴史は、明治時代から感光材料を輸入に依存しており、この国産化を志した菊池東陽が、1904年（明治37年）にアメリカ合衆国に渡り、1918年（大正7年）、長年の研究の結果、感光乳剤の製法を完成して帰国したところから、同社の歴史は始まる。
翌1919年（大正8年）9月、菊池は、実業家渋沢栄一に紹介された大日本麦酒常務取締役の植村澄三郎を会長に据え、オリエンタル写真工業を設立、取締役技師長に就任する。所在地は、東京府豊多摩郡落合村字葛ヶ谷660（現在の東京都新宿区西落合2-18）。資本金60万円、創業当時は取締役、事務営業系社員、職工あわせて25人程度、工場は300坪で、印画紙製造から始めた。
渋沢の家の写真師であった五十嵐与七（江木写真店）も取締役として、経営に参加している。1921年（大正10年）には、国産初の人像用の印画紙の製造・販売を開始、輸出も開始する。
1924年（大正13年）には、同社企画宣伝課内にフォトタイムス社を設置、前年に入社した木村専一を編集長に、写真雑誌『フォトタイムス』を創刊し、写真についての啓蒙を推進する。1929年（昭和4年）には、菊地が同社取締役社長に就任、オリエンタル写真学校を開設、写真家や技術者の育成を行なった。同校は、映画監督の木下恵介（1930年入学）、写真家の植田正治（1932年入学）、同じく写真家の林忠彦（1938年入学）らを輩出した。1932年（昭和7年）には、工場敷地内に オリエンタル映画社を設立してトーキー用の撮影所を設置、日本のウェスタン式トーキー第一作『浪子』を製作、パラマウント映画日本支社）が配給して東京の帝国劇場等で公開したが、同映画社は同作一作のみで閉じられた。
1939年（昭和14年）4月5日、社長の菊地が死去した。1940年（昭和15年）12月号をもって『フォトタイムス』が休刊、太平洋戦争の戦時体制となる翌年1941年（昭和16年）1月に創刊された『報道写真』に統合され、1945年（昭和20年）5月の空襲で工場と写真学校を焼失、学校は廃校とならざるを得なかった。
太平洋戦争の終結後は、1949年（昭和24年）5月16日に東京証券取引所一部に上場、日本最初のカラーネガティヴフィルム「オリカラー」および「オリエンタルカラーペーパー」を発売している。1963年（昭和38年）10月1日には、東京証券取引所一部から二部上場に変更している。1983年（昭和59年）10月には新工場を静岡県御殿場市に竣工、西落合を撤収し移転、また同じころに神奈川県平塚市に合理化工場を竣工している。
1995年（平成7年）8月15日、会社更生法適用を申請し、東京証券取引所二部を上場廃止に至り、2年後の1997年（平成9年）には、子会社の「オリエンタル写真商事」「株式会社オリエンタルカラー」とともにプラザクリエイトに買収された。
プラザクリエイト傘下の企業だった2000年（平成12年）には、 サイバーグラフィックス株式会社と社名変更したが、2003年（平成15年）その社名のまま、同社取締役が株式を買収してプラザクリエイトから経営を分離し（MBO, マネジメント・バイアウト）、再独立を果たした。平塚工場（サイバーグラフィックス平塚事業所、平塚市南原1-24-40）はプラザクリエイトに譲渡し、のちに売却され、跡地にはヨークマート平塚南原店が2012年（平成24年）5月3日オープンする。
2008年（平成20年）から2023年（令和5年）まではイルフォードをMBOすることによって設立されたハーマン・テクノロジーが製造販売を行なうイルフォード・フォト製品、ハーマンのインクジェット紙、ケントメア・フォトグラフィック製品、パターソン写真用品等の日本国内の総代理店であった。
ひきつづき「オリエンタル」ブランドの印画紙や現像薬品を展開している。

### 年表
- 1919年（大正8年） - 菊地東陽がオリエンタル写真工業株式会社として創立[1]
- 1924年（大正13年） - 企画宣伝課内にフォトタイムス社を設置、写真雑誌『フォトタイムス』創刊[1][10]
- 1929年（昭和4年） - オリエンタル写真学校開設[1]
- 1932年（昭和7年） - オリエンタル映画社を設立して撮影所を設置、ウェスタン式トーキー『浪子』（配給パラマウント映画日本支社）を製作・公開[18][19]
- 1933年（昭和8年） - 同社のオリエンタルポジフィルムを使用、国産フィルムによる初の映画『純情の都』公開（製作写真化学研究所、配給東和商事映画部）[1][24]
- 1941年（昭和16年） - 『フォトタイムス』休刊[10]
- 1945年（昭和20年） - 太平洋戦争時の空襲で第一工場と写真学校を焼失、学校は廃校となる
- 1949年（昭和24年） - 東京証券取引所一部に上場（5月16日付）
- 1953年（昭和28年） - 日本最初のカラーネガティヴフィルム「オリカラー」および「オリエンタルカラーペーパー」発売[1]
- 1963年（昭和38年） - 東京証券取引所二部上場に変更（10月1日付）
- 1964年（昭和39年） - 国内総代理店「オリエンタル写真商事株式会社」発足[1]
- 1983年（昭和59年） - 工場を西落合から静岡県御殿場市に移転[20]
- 1984年（昭和59年） - 黒白印画紙製造の功績で日本写真家協会賞受賞[1]
- 1995年（平成7年） - 会社更生法適用申請、上場廃止（8月15日付)
- 1997年（平成9年） - 子会社の「オリエンタル写真商事」「株式会社オリエンタルカラー」とともにプラザクリエイトに買収され[5]、「オリエンタル写真商事」を系列から除外[1]
- 1999年（平成11年） - 「株式会社オリエンタルカラー」が「ネットワークラボ株式会社」に社名変更する[5]
- 2000年（平成12年） - サイバーグラフィックス株式会社と社名変更[1]
- 2003年（平成15年） - 1月に福島格が「サイバーイメージング株式会社」を設立・分社独立[25]、3月に「オリエンタル写真商事」をプラザクリエイトが大株主の浅沼商会に売却[1][5]、4月に「ネットワークラボ」をプラザクリエイトが吸収合併[5]、8月にはプラザクリエイトが同社の全株式を同社取締役に売却して経営分離・再独立[5]
- 2008年（平成20年）3月 - イギリスのハーマン・テクノロジーと輸入販売に関する代理店契約を締結[26]
- 2023年（令和5年）
  - 3月 - ハーマン・テクノロジーとの代理店契約を終了[4]
  - 4月 - サイバーグラフィックス株式会社からオリエンタル写真工業株式会社に社名を変更する[4]。

## おもな製品
2023年現在、「オリエンタル」ブランドの製品のみを扱う。2008年から2023年まで代理店として輸入販売していた製品もブランドごとに記す。

### オリエンタル
白黒用印画紙で始まった同社の印画紙と現像薬品、およびモノクロフィルムである。
- ニューシーガル100 - 35mmモノクロフィルム、ISO100、36枚撮り、推奨現像液ILFORD ID-11
- ニューシーガル400 - 35mmモノクロフィルム、ISO400、36枚撮り、推奨現像液ILFORD ID-11
- ニューシーガルVC-FBⅢAdvance - 白黒写真用バライタ光沢多階調印画紙、サイズは六切、大四切、大全紙、108.5cmX20mロールの四種類
- ニューシーガルVC-FBⅢ - バライタ光沢多階調印画紙、サイズは大四切、大全紙、108.5cmX20mロールの三種類、在庫限りで終売となる
- ニューシーガルVC-RPⅢ - 白黒写真用RP光沢多階調印画紙、サイズは大キャビネ、六切、大四切、大全切の四種類
- イーグルVCFB - 白黒写真用バライタ光沢多階調印画紙、サイズは六切（20枚入、100枚入）、四切、大四切、半切、全紙、大全紙の六種類七銘柄
- イーグルVCRP-F - 白黒写真用RP光沢多階調印画紙、サイズは大キャビネ、六切（20枚入、100枚入）、四切、大四切、半切、全紙の六種類七銘柄
- イーグルVCRP-R - 白黒写真用RP半光沢多階調印画紙、サイズは大キャビネ、六切（20枚入、100枚入）、四切、大四切、半切、全紙の六種類七銘柄
- スーパーオリトーン（純黒調） - 白黒印画紙用現像液、一液型濃縮液、推奨温度が24°と高く温度調節が容易であり、溶解しやすく原液保存安定性にも優れている
- スーパーオリフィックス（ニュータイプ） - 迅速酸性定着液、一液型濃縮液、推奨温度が24°と高く温度調節が容易であり、溶解しやすく原液保存安定性にも優れていて、アーカイバル処理に最適、白黒フィルムの現像にも使用できる
- VCフィルターセット - モノクロVC印画紙用コントラスト調整フィルター、ニューシーガルVCⅡ、ニューシーガルVCⅢ、イーグルVC各シリーズ用のコントラスト調整フィルター、モノクロ多階調印画紙であれば他社の銘柄でも対応する、在庫限りで終売となる

### イルフォード

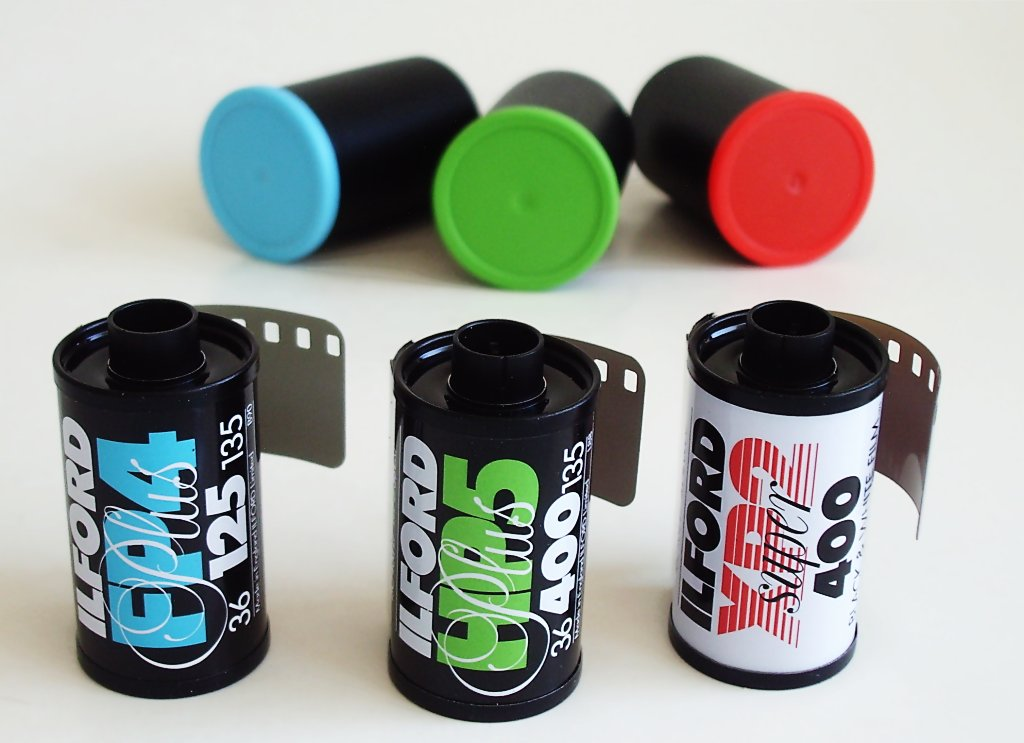
イルフォードFP、イルフォードHP。

ハーマン・テクノロジーのブランドであり、イルフォードFPあるいはイルフォードHPフィルム等の白黒写真用に特化したイルフォード・フォト製品を扱った。

### ケントメア
ハーマン・テクノロジーのブランドであるケントメア・フォトグラフィック製品を扱った。
- ファインプリントVC - 白黒写真用印画紙、バライタ紙
- VCセレクト - 白黒写真用印画紙、RC紙
- ケントメアパン100 - 白黒フィルム、135フィルム用、ISO100、36枚撮りと100フィートの2種、推奨現像液イルフォードID-11
- ケントメアパン400 - 白黒フィルム、135フィルム用、ISO400、36枚撮りと100フィートの2種、推奨現像液イルフォードID-11
- ケントメアVCフィルター - 多階層印画紙用6枚組

### パターソン
パターソンの現像機器を扱った。
- スーパーシステム4現像タンク - 手現像用現像タンク（英語版）、オートロードリール内蔵
  - 35mmタンクアンドリール - 135フィルム1本用タンク、オートロードリール1個
  - ユニバーサルタンクアンドリール - 135フィルム2本/ブローニーフィルム1本用タンク、オートロードリール2個
  - マルチリール3 - 135フィルム3本/ブローニーフィルム2本用タンクのみ
  - マルチリール5 - 135フィルム5本/ブローニーフィルム3本用タンクのみ
  - マルチリール8 - 135フィルム8本/ブローニーフィルム5本用タンクのみ
  - オートロードリール - リール1個
- フィルムアンドプリントプロセッシングキット - フィルム・印画紙両用現像機器セット
- ウォーターフィルター - 蛇口接続用
- ホースフィルムウォッシャー - スーパーシステム4現像タンク用水洗ホース
- チェンジングバック - ダークバッグ
- 暗室用セーフライト - セーフライト
- コンタクトプルーフプリンター - 135フィルム用/120フィルム用
- プロプルーファー/コピーボード - 8x10印画紙用
- VCプリントフィルター - 多階層印画紙用フィルター
- RCペーパー用ハイスピードプリントウォッシャー - RC紙用水洗トレイ

### ハーマン
ドイツのハーネミューレの「ハーマン」ブランドの製品のうち、インクジェット用紙を扱った。
- グロスバライタ - インクジェット用紙、バライタ紙
- グロスバライタウォームトーン - インクジェット用紙、バライタ紙
- マットコットンスムース - インクジェット用紙、コットン100％
- マットコットンテクスチャー - インクジェット用紙、コットン100％
- グロスアートファイバー - インクジェット用紙、αセルロース100％
- グロスアートファイバーウォームトーン - インクジェット用紙、αセルロース100％
- キャンバス - インクジェット用紙、ポリコットン

## おもな経営者・出身者
かつてオリエンタル写真工業の時代に著名な人物が経営に参画し、社員からは多くの写真家を輩出した。

### 経営者
- 菊地東陽 - 創業者・社長
- 植村澄三郎 - 創業会長
- 五十嵐与七 - 取締役、江木写真店経営、五十嵐写真店創業者
- 勝精 - 取締役
- 渋沢秀雄 - 監査役
- 渋沢栄一 - 創業に尽力
- 中鉢直綱 - 取締役、創業者・社長菊地東陽の従弟。

### 出身者
- 木村専一 - 企画宣伝課員、『フォトタイムス』初代編集長
- 田村榮 - 企画宣伝課員、『フォトタイムス』二代目編集長（休刊まで）
- 渡辺義雄 - 社員エンジニア、『フォトタイムス』編集者
- 濱谷浩 - 社員、渡辺義雄の助手
- 福島格 - スピンアウトしてサイバーイメージングを創業

オリエンタル写真学校卒業生については、オリエンタル写真学校#主な卒業生を参照。